# Calculus bicolor
Calculus bicolor là một loài nhện trong họ Oonopidae. Chúng được miêu tả năm 1910 bởi Purcell.